# Prix Hawthornden
Le prix Hawthornden (Hawthornden Prize en anglais) est un prix littéraire britannique fondé en 1919 par Alice Warrender, une protectrice des lettres, en hommage au poète écossais William Drummond d'Hawthornden (1585-1649).

## Présentation
Comme le prix James Tait Black Memorial, créé lui aussi en 1919, c'est l'un des plus anciens et des plus prestigieux prix littéraires au Royaume-Uni.
Il récompense chaque année la « meilleure œuvre de littérature d'imagination », ce qui inclut toutes les formes de fiction et de poésie, mais aussi, au fil des années, le théâtre, la biographie ou le récit de voyage.
Les lauréats reçoivent la somme de 10 000 £.
La poétesse et romancière Vita Sackville-West est le seul écrivain à avoir obtenu deux fois le prix Hawthornden.

## Liste des lauréats
- 1919 - Edward Shanks, The Queen of China
- 1920 - John Freeman, Poems New and Old
- 1921 - Romer Wilson, The Death of Society
- 1922 - Edmund Blunden, The Shepherd
- 1923 - David Garnett, Lady into Fox (La Femme changée en renard)
- 1924 - Ralph Hale Mottram, The Spanish Farm
- 1925 - Sean O'Casey, Juno and the Paycock (Junon et le Paon)
- 1926 - Vita Sackville-West, The Land
- 1927 - Henry Williamson, Tarka the Otter
- 1928 - Siegfried Sassoon, Memoirs of a Fox-Hunting Man
- 1929 - David Cecil, The Stricken Deer: or The Life of Cowper
- 1930 - Geoffrey Dennis, The End of the World
- 1931 - Kate O'Brien, Without My Cloak
- 1932 - Charles Morgan, The Fountain (Fontaine)
- 1933 - Vita Sackville-West, Collected Poems
- 1934 - James Hilton, Lost Horizon (Horizons lointains)
- 1935 - Robert Graves, I, Claudius (Moi, Claude)
- 1936 - Evelyn Waugh, Saint Edmund Campion: Priest and Martyr
- 1937 - Ruth Pitter, A Trophy of Arms
- 1938 - David Jones, In Parenthesis
- 1939 - Christopher Hassall, Penthesperon
- 1940 - James Pope-Hennessy, London Fabric
- 1941 - Graham Greene, The Power and the Glory (La Puissance et la Gloire)
- 1942 - John Llewllyn Rhys, England is My Village
- 1943 - Sidney Keyes, The Cruel Solstice and The Iron Laurel
- 1944 - Martyn Skinner, Letters to Malaya
- 1945-1957 - Non attribué
- 1958 - Dom Moraes, A Beginning
- 1959 - Non attribué
- 1960 - Alan Sillitoe, The Loneliness of the Long Distance Runner (La Solitude du coureur de fond)
- 1961 - Ted Hughes, Lupercal
- 1962 - Robert Shaw, The Sun Doctor
- 1963 - Alistair Horne, The Price of Glory: Verdun 1916
- 1964 - V. S. Naipaul, Mr. Stone and the Knights Companion (Mr Stone)
- 1965 - William Trevor, The Old Boys
- 1966 - Non attribué
- 1967 - Michael Frayn, The Russian Interpreter
- 1968 - Michael Levey, Early Renaissance
- 1969 - Geoffrey Hill, King Log
- 1970 - Piers Paul Read, Monk Dawson
- 1971-1973 - Non attribué
- 1974 - Oliver Sacks, Awakenings (L'Éveil)
- 1975 - David Lodge, Changing Places (Changement de décor)
- 1976 - Robert Nye, Falstaff
- 1977 - Bruce Chatwin, In Patagonia (En Patagonie)
- 1978 - David Cook, Walter
- 1979 - P. S. Rushforth, Kindergarten
- 1980 - Christopher Reid, Arcadia
- 1981 - Douglas Dunn, St. Kilda's Parliament
- 1982 - Timothy Mo, Sour Sweet
- 1983 - Jonathan Keates, Allegro Postillions
- 1984-1987 - Non attribué
- 1988 - Colin Thubron, Behind the Wall: A Journey through China
- 1989 - Alan Bennett, Talking Heads
- 1990 - Kit Wright, Short Afternoons
- 1991 - Claire Tomalin, The Invisible Woman: The Story of Nelly Ternan and Charles Dickens
- 1992 - Ferdinand Mount, Of Love and Asthma
- 1993 - Andrew Barrow, The Tap Dancer
- 1994 - Tim Pears, In the Place of Fallen Leaves
- 1995 - James Michie, The Collected Poems
- 1996 - Hilary Mantel, An Experiment in Love
- 1997 - John Lanchester, The Debt to Pleasure
- 1998 - Charles Nicholl, Somebody Else: Arthur Rimbaud in Africa, 1880-91
- 1999 - Antony Beevor, Stalingrad (Stalingrad)
- 2000 - Michael Longley, The Weather in Japan
- 2001 - Helen Simpson, Hey Yeah Right Get a Life
- 2002 - Eamon Duffy, The Voices of Morebath: Reformation and Rebellion in an English Village
- 2003 - William Fiennes, The Snow Geese
- 2004 - Jonathan Bate, John Clare : A Biography
- 2005 - Justin Cartwright, The Promise of Happiness
- 2006 - Alexander Masters, Stuart: A Life Backwards
- 2007 - M. J. Hyland Carry Me Down
- 2008 - Nicola Barker, Darkmans
- 2009 - Patrick French, The World Is What It Is
- 2010 - Alice Oswald, A Sleepwalk on the Severn
- 2011 - Candia McWilliam, What to Look for in Winter
- 2012 - Ali Smith, There But For The
- 2013 - Jamie McKendrick, Out There
- 2014 - Emily Berry, Dear Boy
- 2015 - Colm Tóibín, Nora Webster
- 2016 - Tessa Hadley, The Past
- 2017 - Graham Swift, Mothering Sunday (Le dimanche des mères)
- 2018 - Jenny Uglow, Mr Lear
- 2019 - Sue Prideaux, I Am Dynamite!
- 2020 - John McCullough, Reckless Paper Birds
- 2022 - Ian Duhig, New and Selected Poems
- 2023 - Moses McKenzie, An Olive Grove in Ends

## Source
- (en) Cet article est partiellement ou en totalité issu de l’article de Wikipédia en anglais intitulé « Hawthornden Prize » (voir la liste des auteurs).